# Logisim
Logisim é um simulador lógico que permite o desenho e a simulação de circuitos através de uma interface gráfica. Lançado sob a GNU General Public License, o Logisim é um software livre projetado para plataformas  Microsoft Windows, Mac OS X e Linux. Seu código é inteiramente em Java, com a utilização da biblioteca de interface gráfica Swing. O desenvolvedor Carl Burch trabalhou no Logisim desde o início em 2001.
O programa é usado frequentemente por estudantes do curso de Ciência da Computação para projetar e experimentar com circuitos digitais em simulações. Os circuitos são desenhados no Logisim usando uma interface gráfica similar aos programas tradicionais de desenho, que é encontrada em muitos outros simuladores. Diferentemente dos outros simuladores da mesma categoria do Logisim, o programa permite ao usuário editar o circuito durante a simulação. A simplicidade relativa da interface a faz funcionar bem para cursos de pesquisa. Os recursos de projeto para circuitos sofisticados, como os "subcircuitos" e "feixes de fios", encontrados no Logisim, estão disponíveis em poucas outras ferramentas gráficas de código aberto.
Embora os usuários possam projetar implementações completas de CPU dentro do Logisim, o programa se destina primariamente para uso educacional. Os profissionais tipicamente projetam tais circuitos de larga escala usando uma linguagem de descrição de hardware, como Verilog ou VHDL. O Logisim não permite trabalhar com componentes analógicos.